# Morus capensis

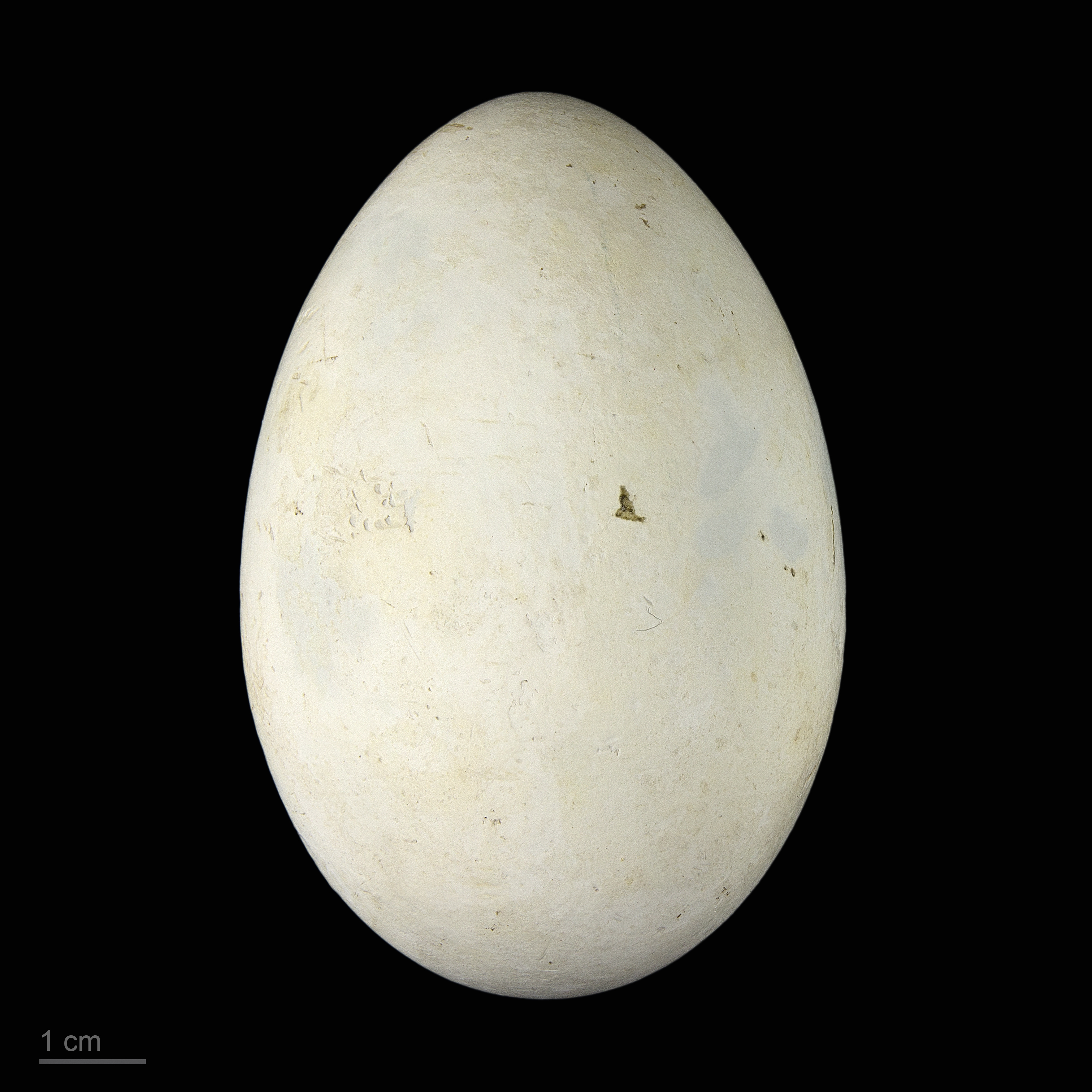
Morus capensis - MHNT

El alcatraz de El Cabo (Morus capensis; originalmente Sula capensis) es una especie de ave suliforme de la familia Sulidae propia de las costas africanas.

## Descripción
Es fácilmente identificable por su gran tamaño, por su plumaje blanco y negro y por su distintiva corona y parte posterior del cuello amarillas. El pico, de tono azul pálido, es aguzado, con terminaciones aserradas cerca de su extremo. Tal vez a causa de la profundidad y velocidad de la zambullida del alcatraz mientras pesca (dependiendo de la altura, el alcatraz penetra el agua a velocidades de entre 40 y 120 kilómetros por hora), su pico no posee orificios nasales externos, por los cuales el agua podría penetrar.